# Joachim Rüdiger von der Goltz

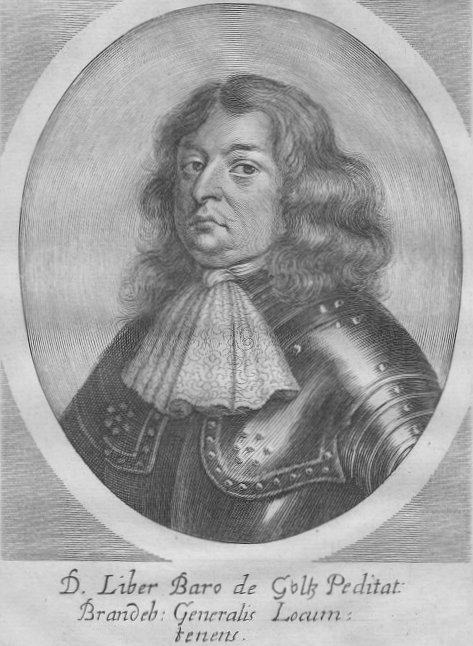
Zeitgenössischer Kupferstich, Porträt Joachim Rüdiger von der Goltz

Joachim Rüdiger von der Goltz (* 6. April 1620 in Klausdorf, heute in der Gmina Wałcz; † 26. Juni 1688 in Dresden) war ein dänischer und kursächsischer Generalfeldmarschall.

## Leben
Er war der Sohn des polnischen Rittmeisters Georg von der Goltz (1591–1670) und dessen Frau Louise von Flemming († 1642).
Von der Goltz diente zunächst unter seinem Vetter, dem Generalfeldzeugmeister Martin Maximilian von der Goltz, in der kaiserlichen Armee. Von 1648 bis 1654 war er Maréchal de camp der französischen Armee in den Kämpfen gegen Spanien und bei inneren Unruhen. König Ludwig XIV. verlieh ihm im August 1653 in Anerkennung seiner Dienste drei bourbonische Lilien als Wappenvermehrung und das französische Baronat für die Gesamtfamilie.
1654 trat Goltz als Oberst in brandenburgische Dienste. Seit 1674 war er General der Infanterie und Gouverneur von Berlin. 1675 trat er unter Beibehaltung seiner brandenburgischen Charge als Generalfeldmarschall in dänische Dienste.
Im Jahr 1680 trat er wiederum mit Genehmigung des Großen Kurfürsten als Generalfeldmarschall in kursächsische Dienste. Bei dem Entsatz von Wien war er der Anführer der sächsischen Armee. Der Sieg über die Türken soll wesentlich seinem Eingreifen zu verdanken gewesen sein. Nach ihm wurde 1908 die Goltzgasse in Wien-Döbling (19. Bezirk) benannt.

## Familie
Er war mehrfach verheiratet. Seine erste Frau war Eva Elisabeth von Massow aus dem Hause Treten; das Paar muss sich aber bald getrennt haben. Sie starb nach 1701 in Treblin. 1654 heiratete er Margarethe Catharina von Burgsdorff († 1692). Sie war die Tochter von Konrad von Burgsdorff. Die Ehe wurde 1674 geschieden. Er hatte danach noch drei Söhne, die von Kaiser Leopold I. legitimiert wurden:
- Georg Caspar (* 10. Februar 1674; † 1696 oder 1697), am 10. März 1678 legitimiert
- Johann Rüdiger (* 1675; † 10. Mai 1678), am 10. März 1678 legitimiert
- Balthasar Wilhelm (* 1676; † 1702), am 6. September 1693  legitimiert